# Gora Ledjanoj Bugor
Gora Ledjanoj Bugor är ett berg i Antarktis. Det ligger i Östantarktis. Australien gör anspråk på området. Toppen på Gora Ledjanoj Bugor är 1 556 meter över havet.
Terrängen runt Gora Ledjanoj Bugor är varierad. Trakten är obefolkad. Det finns inga samhällen i närheten.